# 漸進的筋弛緩法
漸進的筋弛緩法（英語：Progressive muscle relaxation、略称：PMR）とは、内科・精神科医であり生理学者のエドモンド・ジェイコブソンが1920年代初めに開発した「筋肉の緊張状態を制御し観察して学習する技術」である。
特定の筋肉の緊張と弛緩を意識的に繰り返し行うことにより身体のリラックスを導く方法としても利用される。

## やり方
目をつむり、筋肉の緊張と弛緩を繰り返し、その状態に意識を向けて、一番弛緩する状態を認識する。その状態を自発的に制御し再現することで筋肉の疲労などを緩和させる。
漸進的筋弛緩法を外部装置で観察し、実際に弛緩したことを確認させ、次に外部装置なしで学習するバイオフィードバックも行われる。

## 効果
- マレーシアサインズ大学医学部の教授がサッカー選手で実験を行った。結果として、ろうばい、憂うつ、疲労、tension subscale scoresの低下がみられた[3]。
- ガン患者の不眠症の改善[4]
- 痛み軽減 - ガン治療患者に施術した際、血流の向上、代謝をよくする効果によって、痛みと筋肉痙攣の減少をもたらすことが示唆されている[5]。また、手術後の筋肉の緊張をほぐし、痛みの軽減にも効果があるとされている[6]。
- 長期的な効果としては、「不安レベルの低下」、「パニック発作の頻度と期間減少」、「恐怖に直面した時の対処能力向上」、「集中力改善」、「精神修養」、「自己肯定感の増加」、「自発性と創造性の向上」とされる[7]。

## 関係文献
- CiNii>漸進的筋弛緩法